# Don López
Don López es una sección del municipio Hato Mayor del Rey, provincia Hato Mayor, República Dominicana. 
Se encuentra ubicada al norte con el distrito municipal Yerba Buena; al sur con el municipio San José de Los Llanos, San Pedro de Macorís; al Este el distrito municipal Mata Palacio; y al oeste con el distrito municipal El Puerto, San Pedro de Macorís.
Es el territorio más extenso de las secciones que componen el municipio Hato Mayor del Rey, con terrenos dedicados a la producción agrícola y ganadera, destacándose la producción de caña de azúcar, plantaciones de lechosa, proyectos de cultivos de chinola, producción de café y cacao orgánico, y productos de ciclo corto.
En su terrenos se encuentran extraordinarios proyectos y lugares de atractivo ecoturísticos, como es el proyecto ecoturísticos Rancho Capote, con su principal atractivo de la Cueva Fun Fun, proyecto que genera ingresos económicos a la sección Don López por concepto de empleomanía directa e indirecta.
La sección Don López está integrada por 41 parajes. 
- Almirante
- Batey Altagracia
- Batey Anita
- Batey Don López
- Batey Doña Ana
- Batey Excavación
- Batey Hoyón
- Batey Isabel
- Batey Lajas
- Batey Rodeo
- Batey Tabacones
- Batey Tabila
- Cambalache
- Capote
- Capote Arriba
- Dos Ríos
- El Blanco
- El Higuito
- El Pinto
- El Salto
- Guazumita
- Hoyoncito
- La Jina
- La Lima
- La Sierra
- Las Cañas
- Las Cuchillas
- Las Pajas
- Las Taranas
- Las Zonas
- Libonao
- Los Cocos
- Los Corrales
- Mata Cabrito
- Mata Hambre
- Palma Espino
- Proyecto Uno
- Rancho Cosme
- Rincón Bellaco
- Rincón Dulce
- Yabano

El 12 de enero del 2011 el diputado al Congreso Nacional por la provincia Hato Mayor, el licenciado José Alberto Vásquez Fernández, introdujo el proyecto de ley mediante el cual la sección Don López sea elevada a la categoría de distrito municipal, debido a que esta sección ha experimentado un notorio desarrollo poblacional, económico y social. Además características propias de una urbe. Aún no se ha aprobado dicha ley.